# DJ White Shadow
Paul Blair, más conocido como DJ White Shadow (Ohio, Estados Unidos; 20 de septiembre de 1978), es un productor musical, compositor y disc jockey de géneros pop, electropop y dance-pop, que surgió en la industria musical en el año 2002, después de componer para la banda sonora de Yu-Gi-Oh!, en 2004 compone nuevamente en Yu-Gi-Oh! La película: Pirámide de la luz pero en esta ocasión para la película después de que la banda sonora tuviera éxito, en la banda sonora de la película compone alado de will.i.am, de The Black Eyed Peas y también para James Chatton. En el 2011 regresa a la industria musical tras su éxito con la banda sonora de Yu-Gi-Oh! y Yu-Gi-Oh! La Película, tras 3 grandes éxitos en bandas sonoras es llamado por Lady Gaga para trabajar en su segundo álbum de estudio, Born This Way. Junto a Fernando Garibay y Gaga, produjo varias de las canciones del disco. Para el 2013, trabajo nuevamente con Lady Gaga en 7 canciones para su álbum Artpop.

## Producciones notables
| Año  | Título | Artista                                                                                                 | Álbum                                     |
| ---- | --- | --- | ----------------------------------------- |
| 2002 | "Yu-Gi-Oh! Theme" "Time to Duel" "I'm Back" "Exodia" "World of Yu-Gi-Oh!"                                                                                                  | Yu-Gi-Oh!                                                                                               | Yu-Gi-Oh! Music to Duel By                |
| 2004 | "For The People" "One Card Short" "Step Up" "Shadow Games" "It's Over" "U Better Fear Me" "Power Within" "Believe In"                                                      | The Black Eyed Peas James Chatton Jean Rodriguez Trixie Reiss Fatty Koo The Deleted Dan Metreyeon Skwib | Yu-Gi-Oh! La película: Pirámide de la luz |
| 2011 | "Americano" "Bad Kids" "Black Jesus † Amen Fashion" "Bloody Mary" "Born This Way" The Edge of Glory" "Electric Chapel" "Government Hooker" Highway Unicorn (Road to Love)" | Lady Gaga                                                                                               | Born This Way                             |
| 2013 | "Artpop" "Applause" Do What U Want" "Jewels N' Drugs" "MANiCURE" "Sexxx Dreams" "Swine"                                                                                    | Lady Gaga                                                                                               | Artpop                                    |
| 2017 | "Dedicated" "Sexy Body" | Pitbull                                                                                                 | Climate Change                            |
| 2017 | "Thank You for Being a Friend" "Can You Feel It" "I'll Chase the Sky" "No Better Feelin'" "Neighsayer"                                                                     | Rachel Platten DNCE Jessie James Decker CL Promise of the Real                                          | My Little Pony: The Movie                 |
| 2018 | "Look What I Found" "Heal Me" "Is That Alright?" "Why Did You Do That?" "Hair Body Face" "Before I Cry"                                                                    | Lady Gaga                                                                                               | A Star Is Born                            |
| 2019 | "Please Me" | Cardi B                                                                                                 | Please Me - Single                        |

## Otros créditos de producción
- 2013: "Venus" (Lady Gaga)
- 2017: "The Cure" (Lady Gaga)